# Marcilly-le-Hayer (tổng)
Tổng Marcilly-le-Hayer là một tổng của Pháp nằm ở tỉnh Aube trong vùng Grand Est.
Tổng này được tổ chức xung quanh Marcilly-le-Hayer ở quận Nogent-sur-Seine. 

## Hành chính
| Giai đoạn | Ủy viên         | Đảng          | Tư cách                 |
| --------- | --------------- | ------------- | ----------------------- |
| 2004-2010 | Nicolas Juillet | Divers droite | Thị trưởng Saint-Lupien |

## Các đơn vị hành chính
Tổng Marcilly-le-Hayer bao gồm 22 xã với dân số 6 362 người (điều tra năm 1999, dân số không tính trùng).
| Xã                   | Dân số | Mã bưu chính | Mã insee |
| -------------------- | ------ | ------------ | -------- |
| Avant-lès-Marcilly   | 432    | 10400        | 10020    |
| Avon-la-Pèze         | 118    | 10290        | 10023    |
| Bercenay-le-Hayer    | 0      | 10290        | 10038    |
| Bourdenay            | 402    | 10290        | 10054    |
| Charmoy              | 63     | 10290        | 10085    |
| Dierrey-Saint-Julien | 225    | 10190        | 10124    |
| Dierrey-Saint-Pierre | 183    | 10190        | 10125    |
| Échemines            | 85     | 10350        | 10134    |
| Faux-Villecerf       | 224    | 10290        | 10145    |
| Fay-lès-Marcilly     | 85     | 10290        | 10146    |
| Marcilly-le-Hayer    | 702    | 10290        | 10223    |
| Marigny-le-Châtel    | 1 518  | 10350        | 10224    |
| Mesnil-Saint-Loup    | 523    | 10190        | 10237    |
| Palis                | 555    | 10190        | 10277    |
| Planty               | 168    | 10160        | 10290    |
| Pouy-sur-Vannes      | 136    | 10290        | 10301    |
| Prunay-Belleville    | 231    | 10350        | 10308    |
| Rigny-la-Nonneuse    | 145    | 10290        | 10318    |
| Saint-Flavy          | 211    | 10350        | 10339    |
| Saint-Lupien         | 222    | 10350        | 10348    |
| Trancault            | ---    | 10290        | 10383    |
| Villadin             | 134    | 10290        | 10410    |

## Thông tin nhân khẩu
| 1962                                                     | 1968  | 1975  | 1982  | 1990  | 1999  |
| -------------------------------------------------------- | ----- | ----- | ----- | ----- | ----- |
| 5 158                                                    | 5 661 | 5 484 | 5 743 | 6 143 | 6 362 |
| Nombre retenu à partir de 1962 : dân số không tính trùng |       |       |       |       |       |